# Cavillaca
Cavillaca, o Cavillace, fu una dea vergine Inca.

## Descrizione
Non si conosce l'origine della dea. Era la più bella e gli altri Apu la lodavano ma lei non concedeva le sue grazie a nessuno e abitava con i popolani, estasiata da tutto il bello della natura. Un giorno mangiò un frutto di lucuma che conteneva lo sperma di Coniraya, dio della fertilità istantanea e della luna. Ben presto diede alla luce un figlio.
Confusa, si chiese chi le avesse dato questo figlio. Coniraya si fece avanti. Egli era un dio con le sembianze di un mendicante, e Cavillaca ne fu disgustata, soprattutto perché si era fatto avanti poco dopo il parto.
Una leggenda alternativa vuole che Cavilaca abbia chiesto a tutti gli dei chi fosse il padre del bambino. Non avendo ottenuto risposta, mise il figlio per terra e il piccolo si diresse verso Coniraya, abbigliato come un mendicante. Cavillaca, vergognandosi per l'aspetto del padre, fuggì via insieme con il figlio. Coniraya nell'inseguimento chiede a vari animali dove si nasconde Cavillaca e in base a come questi rispondono, che sia la verità o il falso per non contrariare il potente Apu, gli affida un carattere.
Cavilaca si gettò in mare con il figlio ed entrambi si tramutarono in rocce; sono le rocce tipiche davanti alla costa peruviana di Pachacamac.